# The Stepfather (1987)
The Stepfather (br O Padrasto) é um filme de terror e suspense estadunidense de 1987, coescrito por Carolyn Lefcourt, Brian Garfield, Donald E. Westlake e dirigido por Joseph Ruben. O filme é vagamente baseado na vida do serial killer John List.
Teve as sequências "Stepfather II" (1989) e "Stepfather III" (1992), e a refilmagem The Stepfather (2009).

## Sinopse
Jerry (Terry O'Quinn) está satisfeito com o emprego de vendedor de imóveis, possui muitos amigos e uma boa casa. Seu único desejo é uma família unida e feliz. Seu relacionamento com a bela Susan é estável, apesar da desconfiança da enteada Stephanie. Porém, o passado de Jerry esconde um segredo que, se trazido à tona, poderá pôr mãe e filha em perigo.

## Elenco
- Terry O'Quinn .... Gerald 'Jerry' Blake
- Jill Schoelen .... Stephanie Maine
- Shelley Hack .... Susan Maine Blake
- Charles Lanyer .... Dr. Bondurant
- Stephen Shellen .... Jim Ogilvie
- Stephen E. Miller .... Al Brennan
- Robyn Stevan .... Karen
- Jeff Schultz .... Paul Baker
- Gabrielle Rose .... Dorothy Rinehard